# Morganza
Morganza – wieś w Stanach Zjednoczonych, w stanie Luizjana, w parafii Pointe Coupee.